# بتا سکستان
بتا سکستان یک ستاره است که در صورت فلکی سکستان قرار دارد.